# Dobovec pri Rogatcu
Dobovec pri Rogatcu – wieś w Słowenii, w gminie Rogatec. W 2018 roku liczyła 274 mieszkańców.